# Reformovaný kostel Port-Royal
Reformovaný kostel Port-Royal (fr. Église réformée de Port-Royal) je kostel ve 13. obvodu v Paříži na Boulevardu Arago, který slouží francouzské reformované církvi. Kostel byl postaven v roce 1898.

## Historie
Zdejší protestantská farnost byla v Paříži založena v roce 1898, kdy vznikl i její kostel. Název kostela odkazuje na bývalý cisterciácký klášter Port Royal, který se nacházel nedaleko Versailles a byl centrem jansenistů.
Současná farnost Port-Royal Quartier Latin vznikla sloučením dvou starších farností. Kromě kostela Port-Royal na Boulevardu Arago č. 18 má k dispozici ještě komunitní dům v ulici Rue Tournefort č. 37 v 5. obvodu.